# Haplotmarus
Haplotmarus là một chi nhện trong họ Thomisidae.